# Seiko
Seiko Holdings Corporation (セイコー ホールディングス 株式会社 Seiko Hoorudingusu Kabushiki-gaisha) bedre kendt som Seiko, er en japansk producent af ure, stiftet af Kintarou Hattori i 1881.

## Historie
Seikos historie begyndte i 1877 i den unge mand, Kintarou Hattori's, private hjem i Ginza distriktet i Tokyo, Japan, hvor han startede sin karriere med at reparere ure. I en alder af 22 åbnede han sin første butik; en ur- og juvelbutik kaldet "K. Hattori" i Ginza-området og i 1892 begyndte produktionen af ure under navnet Seikosha – På japansk betyder ”Seiko”, ”udsøgt”, ”minut” eller ”succes”, mens ”sha” betyder ”hus”. Det første ur (et vægur) blev produceret otte uger efter indvielsen af den nye fabrik. På dette tidspunkt blev alle dele til ure importeret og samlet i hånden. Hattori mente at for at højne produktiviteten var det nødvendigt at bygge maskiner der kunne fremstille komponenterne. Hans mål var at være selvforsynende med udvikling af teknologi og at kunne bygge bedre ure end konkurrenterne. 

## Fra vægure til armbåndsure
Hattoris ønske om at være innovativ ledte ham til udlandet i søgen efter inspiration og nye ideer. Han besøgte i 1899 og 1906 både Europa og USA, og det var her hans forretningsvision krystalliserede sig. Han mente at armbåndsure var fremtiden. For at kunne konkurrere med europæiske og amerikanske producenter følte han sig nødsaget til at lade sin egen fabrik producere alle komponenterne.
I 1910 fremstillede Seikosha balancefjedre og i 1913 deres egne emalje-urskiver, og samme år kunne Seikosha lancere deres første armbåndsur, ”Laurel”, der indeholdt komponenter produceret på egen fabrik.

## De turbulente krigsår
Under første verdenskrig led mange af Japans virksomheder under manglende råvarer og komponenter. Da Seikosha var selvforsynende kunne de matche efterspørgslen og overlevede krigen. I 1923 ødelagde et jordskælv fabrikken, der dog blev genopbygget inden årets udgang. Samtidig blev alle ressourcer sat ind for at produktionen kunne fortsætte, på trods af ødelæggelserne, og få måneder efter jordskælvet præsenterede Seikosha det første armbåndsur med navnet 'Seiko'.
I 1920’erne og 30’erne gik det godt for virksomheden - i 1927 producerede Seikosha deres første armbåndsur til kvinder og i 1940 deres første armbåndsur med 3 visere. I 1934 døde Hattori efter kort tids sygdom, og hans to sønner, Genzo og Shoji, overtog firmaet.
Udbruddet af anden verdenskrig stoppede produktionen af ure, og i 1945 blev fabrikken Daini Seikosha Kameido bombet. Andre problemer såsom at staten tvang Seikosha til at producere materiale der kunne bruges til den Japanske krigsførelse og at der blev indført importrestriktioner på råvarer, betød nedgang hos Seiko, der en overgang måtte se sig slået af schweiziske ure, der blev solgt i Japan.
Det var således først i 1950’erne, at der igen kom nye produkter fra Seikosha’s to fabrikker. Begge fabrikker udviklede nye produkter indenfor mekaniske ure.

## Kvartsuret
Pierre Curie’s forskning i 1880 havde afsløret, at når strøm ledes over visse krystaller, svinger disse med en meget stabil frekvens. Urmagere havde lige siden set muligheden for at integrere teknologien i et ur for at opnå størst mulig præcision.
Det var ingeniøren Warren Marrison hos Bell Telephone Laboratories, der udviklede det første kvartsur i 1927. Urmageren havde blot 2 problemer; uret fyldte et helt rum, og ingen kunne bygge et batteri, der var lille eller kraftfuldt nok til at drive et armbåndsur.
I 1950’erne fokuserede flere urfabrikanter på at udvikle et kvartsur, og i 1958 introducerede Seikosha et kvartsur, der var tilpas lille til at kunne bruges af tv-stationer. I 1964 deltog Seikosha i Neuchatel i en kronometer-konkurrence med et marinekronometer. Det gik i produktion samme år og blev bl.a. brugt til tidtagning ved de Olympiske lege i Tokyo, 1964. I 1967 blev et konsortium af firmaer med deres kvartsure placeret som de 3 første ved kronometerkonkurrencen i Schweiz. Kapløbet var i gang.
Seikos Astron blev verdens første kvartsarmbåndsur da det blev lanceret juledag i 1969 (det kostede det samme som en mellemstor bil) og indeholdt 3 vigtige komponenter, der selv i dag findes i størstedelen af alle kvartsure. Der anvendtes en CMOS-IC chip, der på dette tidspunkt virkede langsommere, men som brugte mindre energi end alternativerne. Den anden komponent var en krystal udskåret som en stemmegaffel, i modsætning til en cylinderform. Den 3. komponent var en skridtmotor, der var betydeligt mindre, tyndere og mere robust end de tidligere anvendte. Teknologier blev udviklet af Seikos ingeniørteam. I 2004 modtog Seiko IEEE-milepæl-prisen for udviklingen af kvartsuret til menigmand.
I mange år har man sagt at kvartsuret er det mest præcise ur, men i 2011 dukkede et nyt ur op udviklet af Frederic Jouvenot for det tyske ur firma Helios. Uret aflæser solens stråler på skiven, ikke som en skygge som et traditionalt solur, men ved en plet på skiven. Firmaet garanterer præcision på 30 sekunder over 100 år, hvor kvartsuret "kun" garanterer en time. Uret skal dog specialbygges til hvor man bor og kan ikke bruges hvis man eksempelvis rejser til udlandet. Uret koster ca. 2000 Euro. 

## Kvartsur med digitalt display
Sideløbende med udviklingen af kvartsuret, var der endnu en teknologisk revolution under udvikling. Det var udviklingen af det digitale ur med LCD-display (flydende-krystal-skærm). Seiko havde kontakt med en professor Ferguson på Kent State University i USA i 1969, der eksperimenterede med udviklingen af LCD-teknologien, og Seiko indså at der her var et potentiale. I 1973 lancerede Seiko verdens første digitale ur med LCD display og i 1975 verdens første digitale ur med kronograf. 

## LCD-ure
I 1970 introducerede det amerikanske urfirma, Hamilton, et LED-ur (lysdiode-baseret ur) ved navn Pulsar. Det var startskuddet på en lang konkurrence mellem de to teknologier; LED og LCD. Det var på forhånd næsten umuligt at forudsige hvilken teknologi, der ville sejre. Samtidig diskuterede man i industrien om digitale ure ville blive fremtidens foretrukne, eller om det blot var en forbigående modelune. I dag er det de analoge kvartsure, der dominerer, selvom deres digitale pendant stadig sælger. Seiko gik aldrig i gang med at producerede LED-ure, selvom de overvejede det en kort overgang. Beslutningen blev taget ud fra et synspunkt om at LED-teknologien brugte for meget energi.

## Tidsmåling
Siden de Olympiske lege i Tokyo i 1964 har Seiko været engageret i tidtagning og sponsering ved sportsbegivenheder verden over. Herunder 6 Olympiske lege, 8 IAAF-verdensmesterskaber og mange hundrede sportslege, fra VM i atletik og VM i fodbold til de paralympiske lege. I 2005 indgik Seiko en aftale som verdensomspændende teampartner med BAR Honda Formel 1 teamet og senest blev Seiko officiel sponsor af fodboldklubben FC Barcelona. Seiko er desuden officiel tidtager på Gran Turismo racerspilserien udgivet af Sony.

## Modeller
Foruden kvartsteknologien er Seikos virksomhed bygget på følgende teknologier:

### Kinetic
Denne teknologi opstod, efter ønske om at udvikle et ur med samme præcision som et kvartsur, men uden brug af batteri. Ved hjælp af kinetik, hvor bevægelse kunne omdannes til energi, blev dette til virkelighed, med Kinteic-modellen, introduceret i 1988. Siden er flere kommet til.

### Springdrive
I 2005 lancerede Seiko uret 'Spring Drive', der er baseret på teknologien fra de mekaniske ure med en hovedfjeder, men som anvender et nyt system for regulering af tiden, der leverer præcision svarende til 1 sekund pr. dag.
Som noget specielt bevæger viserne sig med en glidende bevægelse. 

### Mekanik
Mange forbinder Seiko med kvarts-uret, men Seiko har også leveret mekaniske ure hvor de to serier "5" og 'Grand Seiko' er de mest kendte. Det første Grand Seiko blev produceret i 1960 oven på en lang udvikling af mekaniske ure. Alle ure i serien er produceret af Seiko Epson. Hvor grand Seiko ligger i det høje prisleje er "5" serien i det lavere. Navnet "5" kommer af fem krav Seiko stillede i forbindelse med seriens start: Uret skulle være stødsikkert, vandfast, automatisk, og have dag- og datodisplay.
Kvartsure og mekaniske ure varierer i pris. Kvarts er som oftest billigere end de mekaniske. Det billigste kvartsur koster omkring 250 DKK mens det dyreste mekaniske ur (Credor) koster omkring 3,2 mio. DKK. Credor konkurrerer med andre mekaniske luksusure som eksempelvis Rolex, TAG Heuer, Maurice Lacroix, Patek Philippe, Breitling, Tissot, Audemars Piguet og Hublot, men er kun blevet markedsført i Asien, hvorfor især de schweisiskse ure dominerer i Europa. 

## Skjult reklame
Seiko's ure er også blevet brugt som skjult reklame, blandt andet i spillefilm. Af nævneværdige skuespillere og film kan nævnes, Roger Moore og Sean Connery i (James Bond); Matt Damon som agenten Jason Bourne; og Chrisopher Lloyd som den gale professor i "Tilbage til Fremtiden".
Anderledes reklame for Seiko har NASA's flydirektør Gene Kranz stået for, ved at have båret en Seiko 5 model "6119-8460" under højdepunktet i sin karriere - da Apollo 11-mandskabet landede på månen den 20. juli, 1969.. 